# Lista odcinków serialu animowanego Jimmy Cool
W tym artykule znajduje się lista odcinków wraz z opisami serialu animowanego Jimmy Cool emitowanego w Polsce na kanale Jetix/Disney XD.

## Serie
| Sezony | Odcinki | Pierwsza premiera | Ostatnia premiera | Pierwsza premiera    | Ostatnia premiera | Pierwsza premiera | Ostatnia premiera |
| ------ | ------- | ----------------- | ----------------- | -------------------- | ----------------- | ----------------- | ----------------- |
| 1      | 26      | 21 lutego 2009    | 14 listopada 2009 | 13 lutego 2009       | 14 listopada 2009 | 13 czerwca 2009   | 26 marca 2010     |
| 2      | 26      | 9 września 2010   | 5 kwietnia 2012   | 30 października 2010 | 15 lipca 2011     | nieemitowany      | nieemitowany      |

## Seria 1[1]
| 1 | Spluj Tube / Potworny Piknik „Spew Tube” / „Monster Mutt”                                           | 28 lutego 2009                        | 21 czerwca 2009                                   |
| Spluj Tube: Helojza umieszcza w internecie kompromitujące nagranie z Luciuszem i Jimmy pomaga burmistrzowi w odzyskaniu reputacji. Potworny piknik: Helojza ma dość Beezy’ego i Ceerbego, którzy przeszkadzają jej na pikniku z Jimmym i zamienia ich ciałami.      | |                                       |                                                   |
| 2 | Jimmy termofor / Komórkowiec „Heat Blanket Jimmy” / „Cellphone-it-is”                               | 14 marca 2009                         | 20 czerwca 2009                                   |
| Jimmy termofor: Jimmy organizuje imprezę na plaży. Komórkowiec: Jimmy próbuje pomóc Beezy’ego w jego uzależnieniu od telefonu komórkowego. | |                                       |                                                   |
| 3 | Zabawny Lucjusz / Baby Boom „Carnival Lucius” / „Baby Boom”                                         | 28 marca 2009                         | 13 czerwca 2009                                   |
| Zabawny Lucjusz: Jucjusz organizuje karnawał, który ma być smutny. Baby Boom: Jimmy i Beezy opiekują się dziećmi Mołotowa. | |                                       |                                                   |
| 4 | O 1 dołek za daleko / Jimmy swatka „Way Below Par” / „Jimmy Matchmaker”                             | 4 kwietnia 2009                       | (A) 28 września 2009 (B) 29 września 2009         |
| O 1 dołek za daleko: Jimmy gra z Lucjuszem partię golfa. Jimmy swatka: Jimmy pomaga znaleźć Beezy’emu dziewczynę. | |                                       |                                                   |
| 5 | Zamaskowany Młot / Wielki ciek „Masked Jackhammer” / „The Big Drip”                                 | 18 lipca 2009                         | 13 czerwca 2009                                   |
| Zamaskowany Młot: Jimmy zostaje wrestlerem. Wielki ciek: Gdy Jimmy korzysta z prywatnej toalety Lucjusza, burmistrz zamyka wszystkie łazienki w Koszmarowie. Nota: Ten odcinek miał pierwszą premierę w Polsce. Ten odcinek nie został dopuszczony do emisji w USA. | |                                       |                                                   |
| 6 | Totalnie starłem sobie ser / Lista Helojzy „I Totally Shredded My Cheese” / „Heloise’s Wish List”   | (A) 13 lutego 2009 (B) 22 lutego 2009 | 11 lipca 2009                                     |
| Totalnie starłem sobie ser: Jimmy popularyzuje frazę „Totalnie starłem sobie ser”. Lista Helojzy: Gdy Lucjusz zwalnia Helojzę, Jimmy wymyśla listę czynności, które Helojza będzie robiła.                                                                          | |                                       |                                                   |
| 7 | Mrożonki / U Beezy’ego „Pop Sicles” / „Chez Beezy”                                                  | 21 lutego 2009                        | (A) 15 października 2009 (B) 16 października 2009 |
| Mrożonki: Jimmy odmraża przodków Lucjusza. U Beezy’ego: Beezy przejmuje we władanie miejscową restaurację. | |                                       |                                                   |
| 8 | Zimny dzień w Koszmarowie / Góra Koszmaru „A Cold Day in Miseryville” / „Mount Misery”              | 7 marca 2009                          | 14 czerwca 2009                                   |
| Zimny dzień w Koszmarowie: Helojza wytwarza maszynę wytwarzającą śnieg. Góra Koszmaru: Jimmy pomaga tkaczom chronić Górę Koszmaru przed Lucjuszem. | |                                       |                                                   |
| 9 | Mocarny Kalmar i Beezy Spaghetti / Wielka randka „Power Squid and Spaghetti Beezy” / „The Big Date” | 21 marca 2009                         | 14 czerwca 2009                                   |
| Mocarny Kalmar i Beezy Spaghetti: Jimmy i Beezy udają, że są superbohaterami. Wielka randka: Jimmy i Beezy pomagają Lucjuszowi w organizowaniu jego randki z Jez.                                                                                                   | |                                       |                                                   |
| 10 | Rozgrywka / Jimmy, nie bądź taki bohater „The Competition” / „Jimmy, Don’t Be a Hero”               | 11 kwietnia 2009                      | 28 czerwca 2009                                   |
| Rozgrywka: Jimmy każe Beezy’emu i Helojzie być dla siebie miłymi, by któryś z nich poszedł z nim na koncert. Jimmy, nie bądź taki bohater: Jimmy ratuje Lucjuszowi życie i władca chce jak najszybciej spłacić swój dług ratując mu życie.                          | |                                       |                                                   |
| 11 | Włochaty pomysł / Łowcy duchów „A Hair-Brained Idea” / „Ghost Smackers”                             | 18 kwietnia 2009                      | 4 lipca 2009                                      |
| Włochaty pomysł: Lucjusz zamienia miejscami swoje rogi z włosami Jimmy’ego, by wyglądać lepiej niż Jez. Jednak przy okazji tej operacji postacie zamieniają się charakterami. Łowcy duchów: Jimmy próbuje wyprosić z domu Beezy’ego ducha.                          | |                                       |                                                   |
| 12 | Wąsy Jimmy’ego / Butley to zrobił „Jimmy Gets A ‘Stache’ „ / „The Butley Did It”                    | 2 maja 2009                           | 27 czerwca 2009                                   |
| Wąsy Jimmy’ego: Jimmy jako jedyny w Koszmarowie nie ma wąsów i próbuje to zmienić. Butley to zrobił: Beezy dostaje lokaja o imieniu Butley. | |                                       |                                                   |
| 13 | Tester produktów / Inwazja tkaczy „The Product Tester” / „Invasion of the Weavils”                  | 6 czerwca 2009                        | 5 lipca 2009                                      |
| Tester produktów: Jimmy i Beezy testują produkty firmy Lucjusza. Inwazja tkaczy: Jimmy przygarnia tkacza myśląc, że jest ranny. | |                                       |                                                   |
| 14 | Koszmarny katalog / Kop jak Wreckem „Catalogue of Misery” / „Bent It Like Wreckem”                  | 13 czerwca 2009                       | 12 lipca 2009                                     |
| Koszmarny katalog: Jimmy zamawia rzeczy, za które nie może zapłacić i musi je odpracować u Lucjusza. Kop jak Wrechem: Jimmy i Beezy zastępują w meczu kontuzjowanego piłkarza.                                                                                      | |                                       |                                                   |
| 15 | Wakacje Lucjusza / Zakochany Ceerbee „Wish You Weren’t Here” / „Ceerbee In Love”                    | 20 czerwca 2009                       | 18 lipca 2009                                     |
| Wakacje Lucjusza: Jimmy i Beezy wysyłają Lucjusza na urlop. Zakochany Ceerbee: Ceerbee zakochuje się w suczce Jez – Jazmeen. Jimmy pomaga mu zdobyć miłość. | |                                       |                                                   |
| 16 | Pchły wyścigówki / Za dużo Jimmych „Racing Bug” / „To Many Jimmys”                                  | 27 czerwca 2009                       | 20 września 2009                                  |
| Pchły wyścigówki: Do mózgów Jimmy’ego i Beezy’ego dostają się pchły wyścigówki, które każą im biegać. Za dużo Jimmych: Jimmy tworzy swoje kopie. | |                                       |                                                   |
| 17 | Straszne pikle / Klauny oszalały „Rear Pickle” / „ Clowns Gone Wild                                 | 11 lipca 2009                         | 12 grudnia 2009                                   |
| Straszne Pikle: Jimmy myśli, że jego nowa sąsiadka jest piklem. Klauny oszalały: Jimmy i Beezy chcą zostać rodeo klownami. | |                                       |                                                   |
| 18 | Numer wszech czasów / Miałeś Lucjuszu złoty róg? „Best Prank Ever” / „Bad Horn Day”                 | 18 lipca 2009                         | 5 marca 2010                                      |
| Numer wszech czasów: Mieszkańcy Koszmarowa nabierają Lucjusza w jego święcie. Miałeś Lucjuszu złoty róg?: Jimmy zgolił rogi Lucjusza. | |                                       |                                                   |
| 19 | Noc w muzeum / Poślubiłem tkacza „Night in the Heinous Museum” / „I Married a Weavil”               | 25 lipca 2009                         | 19 grudnia 2009                                   |
| Noc w muzeum: Jimmy i Beezy zostają strażnikami w muzeum Lucjusza. Poślubiłem tkacza: Beezy jest zmuszony poślubić tkacza. | |                                       |                                                   |
| 20 | Poznajcie Gnomany / Od czkawki do czkawki "Meet the Gnomans" / "There’s Always a Hiccup!”           | 1 sierpnia 2009                       | 26 marca 2010                                     |
| Poznajcie Gnomany: Beezy wykorzystuje Gnomany do pokonywania Jimmy’ego w każdej grze. Od czkawki do czkawki: Jimmy i Beezy pomagają Helojzie przezwyciężyć czkawkę.                                                                                                 | |                                       |                                                   |
| 21 | Jizzy / Najlepszy kierowca „Fused Together” / „Bus Driving B.F.F.”                                  | 17 października 2009                  | 27 września 2009                                  |
| Jizzy: Helojza łączy ze sobą plecami Jimmy’ego i Beezy’ego. Najlepszy kierowca: Gdy Jimmy ratuje życie kierowcy autobusu, kierowca chce ciągle spędzać czas z nim. Nota: Ten odcinek miał pierwszą premierę w Polsce.                                               | |                                       |                                                   |
| 22 | Wyprawa na księżyc / Kamuś i inne zwierzęta „Rocket Jimmy” / „Pet Rocky”                            | 24 października 2009                  | 26 grudnia 2009                                   |
| Wyprawa na księżyc: Jimmy i Lucjusz walczą z potworem. Kamuś i inne zwierzęta: Beezy chce zamienić swoje zwierzę w skałę, gdyż lubi bardziej Jimmy’ego od niego. | |                                       |                                                   |
| 23 | 6 Lucwietnia / Najlepszego, Lucku „I Am Jimmy”/ „Happy Birthday, Lucius”                            | 10 października 2009                  | 2 listopada 2009                                  |
| 6 Lucwietnia: Wszyscy oprócz Jimmy’ego są w stanie hibernacji. Najlepszego, Lucku: Lucjusz ma urodziny. | |                                       |                                                   |
| 24 | Walka z zasadami / Przyjaciół dwóch „No Rules Rulez Jimmy” / „Best Bud Battle”                      | 31 października 2009                  | 12 marca 2010                                     |
| Walka z zasadami: Jimmy ma dosyć zasad i razem z Beezym uciekają do lasu. Przyjaciół dwóch: Gdy Ceerbee ucieka z domem Jimmy’ego, Helojza i Beezy walczą o to, kto ma przygarnąć chłopaka.                                                                          | |                                       |                                                   |
| 25 | Sekret Helojzy / Jimmy w więzieniu „Heloise’s Big Secret” / „Jimmy in the Big House”                | 7 listopada 2009                      | (A) 27 stycznia 2010 (B) 28 stycznia 2010         |
| Sekret Helojzy: Jimmy i Beezy odkrywają sekret Helojzy. Jimmy w więzieniu: Jimmy i Beezy włamują się do więzienia, by uwolnić Ceerbee’go i sami zostają przez to uwięzieni.                                                                                         | |                                       |                                                   |
| 26 | Perfumy Wstręciuch / Jimmy i zapasy czekolady „Scent of a Heinous” / „There Will Be Chocolate”      | 14 listopada 2009                     | 5 grudnia 2009                                    |
| Perfumy Wstręciuch: Lucjusz wprowadza swoją markę perfum. Jimmy i zapasy czekolady: Jimmy, Beezy i Helojza próbują dostać do zapasów czekolady Lucjusza. | |                                       |                                                   |

## Seria 2[2]
| 27 | Dance Jimmy, Dance / Jimmy And Beezy On The Run   | 9 września 2010                                   | 30 października 2010 |
| Dance Jimmy, Dance: Jimmy uczestniczy w konkursie tańca. Jimmy And Beezy On The Run: Jimmy i Beezy myślą, że postąpili źle i uciekają z Koszmarowa. |                                                   |                                                   |                      |
| 28 | Beezy J. Genius / My Best Friend’s a Weavil       | 16 września 2010                                  | 6 listopada 2010     |
| Beezy J. Genius: Helojza powoduje, że Beezy staje się inteligentny. My Best Friend’s a Weavil: Po tym jak Lucjusz zabronił Beezy’emu przyjaźnić się z Jimmym, Beezy postanawia udawać przyjaźń z Tkaczami.                                               |                                                   |                                                   |                      |
| 29 | Air Force None / Panda-Monium                     | 23 września 2010                                  | 13 listopada 2010    |
| Air Force None: Jimmy dostaje się do śmigłowca Lucjusza i nim leci. Panda-Monium: Jimmy i Beezy tworzą fanklub dla pand. |                                                   |                                                   |                      |
| 30 | You Can’t Keep a Heinous Down / The Terrific Trio | 30 września 2010                                  | 20 listopada 2010    |
| You Can’t Keep a Heinous Down: Gdy Beezy trwoni majątek Lucjusza, Jimmy pomaga władcy w odzyskaniu pieniędzy. The Terrific Trio: Sammy zostaje porwany, a Jimmy, Beezy i Helojza chcą go uratować.                                                       |                                                   |                                                   |                      |
| 31 | Spring Broke / Zombie Pickle                      | 8 października 2010                               | 27 listopada 2010    |
| Spring Broke: Jimmy i Beezy wybierając się na imprezę z okazji tzw. „Spring Broke” trafiają na złą stronę wyspy. Zombie Pickle: Koszmarowo atakują pikle zombie.                                                                                         |                                                   |                                                   |                      |
| 32 | Bad Luck Jimmy / Misery Hearts                    | 4 listopada 2010                                  | 8 stycznia 2011      |
| Bad Luck Jimmy: Jimmy połyka maszynę Helojzy i zyskuje pecha. Misery Hearts: Helojza szuka ostatniej strony książki. |                                                   |                                                   |                      |
| 33 | High School Mule-Sical / Heloise Schmeloise       | 18 listopada 2010                                 | 15 stycznia 2011     |
| Hight Scool Mule-Sical: Beezy prowadzi swój własny program telewizyjny. Heloise Schmeloise: Helojza tworzy robota o swoim wyglądzie, w którym zakochuje się Jimmy.                                                                                       |                                                   |                                                   |                      |
| 34 | Jimmy New-Shoes / What’s Up With Heloise?         | 25 listopada 2010                                 | 22 stycznia 2011     |
| Jimmy New-Shoes: Jimmy kupuje nowe buty. What’s Up With Heloise?: Jimmy’ego niepokoi dziwne zachowanie Helojzy podczas wizyty ciotki. |                                                   |                                                   |                      |
| 35 | Everyone Can Whistle / Heads Will Roll            | 2 grudnia 2010                                    | 29 stycznia 2011     |
| Everyone Can Whistle: Jimmy jako jedyny w Koszmarowie nie umie gwizdać. Heads Will Roll: Dr. Sciencist oddziela głowę Helojzy od reszty ciała. |                                                   |                                                   |                      |
| 36 | She Loves Me / Heinous vs. Clown                  | 9 grudnia 2010                                    | 5 lutego 2011        |
| She Loves Me: Jimmy i Beezy walczą o względy dziewczyny o imieniu Arianna. Heinous vs. Clown: Jimmy, Beezy, Helojza i Lucjusz robią żarty klaunom. |                                                   |                                                   |                      |
| 37 | The Mysterious Mr. Ten / Bird Brained             | 30 grudnia 2010                                   | 12 marca 2011        |
| The Mysterious Mr. Ten: Jimmy odkrywa jedyną osobę, którą nie śmieszą jego kawały. Bird Brained: Jimmy szuka ptaka Lucjusza, który uciekł od swojego pana.                                                                                               |                                                   |                                                   |                      |
| 38 | Heloise’s Secret Admirer / Miseryville Marathon   | 6 stycznia 2011                                   | 19 marca 2011        |
| Heloise’s Secret Admirer: Helojza szuka wielbiciela, który napisał do niej miłosny list. Misterville Marathon: Jest maraton dookoła Koszmarowa. |                                                   |                                                   |                      |
| 39 | Lucius Lost / Something About Herman              | 20 stycznia 2010                                  | 26 marca 2011        |
| Lucius Lost: Lucjusz utyka z Jimmym na bezludnej wyspie. Something About Herman: Jimmy i Beezy odwiedzają chorą Helojzę w domu. |                                                   |                                                   |                      |
| 40 | A Present for Jez / Funny Face-Off                | (A) 17 września 2011 (B) 10 września 2011         | 2 kwietnia 2011      |
| A Present for Jez: Jimmy przerabia prezent Jez tak, by był bezpiecznych. Funny Face-Off: Jimmy gra z rodeo clownami w tzw. Funny Face-off. |                                                   |                                                   |                      |
| 41 | Samy’s New Gig / The Clean Sneak                  | (A) 24 września 2011 (B) 1 października 2011      | 9 kwietnia 2011      |
| Samy’s New Gig: Sammy podejmuje pracę aktorską po zwolnieniu z poprzedniej. The Clean Sneak: Jimmy próbuje odkryć, kto sprząta Koszmarowo. |                                                   |                                                   |                      |
| 42 | Six Over Seven / The Outsiders                    | (A) 8 października 2011 (B) 15 października 2011  | 16 kwietnia 2011     |
| Six Over Seven: Lucjusz Wstręciuch VI zostaje odmrożony. The Outsiders: Jimmy przygarnia kosmitę. |                                                   |                                                   |                      |
| 43 | The Collectors / The Great Horn Fairy             | (A) 22 października 2011 (B) 29 października 2011 | 12 lipca 2011        |
| The Collectors: Jimmy pozbywa się gum Beezy’ego, które musi odzyskać. The Great Horn Fairy: Beezy złamał róg i czeka na wizytę „The Great Horn Fairy” – wróżki, która za złamane rogi daje skarb.                                                        |                                                   |                                                   |                      |
| 44 | Make No Allowances / Hooded Chicken               | (A) 5 listopada 2011 (B) 12 listopada 2011        | 30 kwietnia 2011     |
| Make No Allowances: Beezy przekupuje wszystkich tzw. „Allowance”, dopóki Lucjusz nie zabiera mu tego. Hooded Chicken: Jimmy i Beezy zastanawiają się jak wyglądają nogi Heloizy.                                                                         |                                                   |                                                   |                      |
| 45 | Snowrilla / Generation Text                       | (A) 19 listopada 2011 (B) 26 listopada 2011       | 7 maja 2011          |
| Snowrilla: Jimmy chroni przed Lucjuszem stworzenie o imieniu Snowrilla. Generation Text: Jimmy i Beezy prowadzą rozmowy na najnowszym wynalazku Lucjusza.                                                                                                |                                                   |                                                   |                      |
| 46 | Going Green / My So-Called Loaf                   | (A) 3 grudnia 2011 (B) 7 stycznia 2012            | 12 lipca 2011        |
| Going Green: Jimmy spełnia życzenia mieszkańców, które Lucjusz stara się ignorować. My So-Called Loaf: Jimmy stara się przekonać kowboja, że jego kanapka żyje.                                                                                          |                                                   |                                                   |                      |
| 47 | Better Sweater / Jimmy on the Spot                | (A) 5 stycznia 2012 (B) 12 stycznia 2012          | 13 lipca 2011        |
| Better Sweater: Helojza chce połączyć swój sweter ze swetrem Jimmy’ego, by ten mógł się w niej zakochać, jednak przez przypadek łączy swoje ubranie ze strojem Beezy’ego. Jimmy on the Spot: Jimmy stara się utrzymać na specjalnej ścianie w konkursie. |                                                   |                                                   |                      |
| 48 | Jimmy’s Life Goal / Heinous on Ice                | (A) 26 stycznia 2012 (B) 2 lutego 2012            | 13 lipca 2011        |
| Jimmy’s Life Goal: Helojza pomaga Jimmy’emu lepiej bronić na bramce, by móc zagrać wraz ze swoim idolem na boisku. Heinous on Ice: Lucjusz Wstręciuch VI przejmuje kontrolę nad miastem.                                                                 |                                                   |                                                   |                      |
| 49 | Toast Busters / Beezy 2.0                         | (A) 9 lutego 2012 (B) 16 lutego 2012              | 14 lipca 2011        |
| Toast Busters: Jimmy’ego nawiedza duch, który kiedyś mieszkał w jego domu. Beezy 2.0: Butley pomaga Beezy’emu nie skompromitować ojca na ważnym przyjęciu.                                                                                               |                                                   |                                                   |                      |
| 50 | Weavil Day / Heloise’s Rival                      | (A) 23 lutego 2012 (B) 1 marca 2012               | 14 lipca 2011        |
| Weavil Day: Beezy łamie rozejm między Lucjuszem i Tkaczami w Dzień Tkacza. Heloise’s Rival: Rywalka Helojzy przychodzi do miasta. |                                                   |                                                   |                      |
| 51 | Bubble Poodle / Cerbee Come Home                  | (A) 8 marca 2012 (B) 22 marca 2012                | 15 lipca 2011        |
| Bubble Poodle: Jimmy się bawi. Cerbee Come Home: Gdy Ceerbee ratuje Lucjuszowi życie, burmistrz zabiera go do domu. Jimmy próbuje odzyskać swojego zwierzaka.                                                                                            |                                                   |                                                   |                      |
| 52 | Good Old Jimmy / Slime, Slimier, Slimiest         | (A) 29 marca 2012 (B) 5 kwietnia 2012             | 15 lipca 2011        |
| Good Old Jimmy: Jimmy chce być starszy, więc Helojza go postarza. Slime, Slimier, Slimiest: Beezy i Helojza pokazują choremu Jimmy’emu swój ulubiony serial „Super Slugmeister”.                                                                         |                                                   |                                                   |                      |